# 岡崎混声合唱団
岡崎混声合唱団（おかざきこんせいがっしょうだん）は、愛知県を拠点に活動する混声合唱団。

## 概要
岡崎高校コーラス部のOB・OGが中心となり、同校コーラス部顧問の近藤惠子を常任指揮者として1979年に結成された。1999年に団名を「岡崎混声合唱団」に改称し、OB・OG以外の参加者も加わった。
第59回全日本合唱コンクール全国大会にて、一般部門Bグループにて金賞・文部科学大臣賞（部門1位）を受賞するなど、全国的に高い評価を得ている。また、名古屋フィルハーモニー交響楽団との共演やオペラへの参加など、市民合唱団としても活動している。

## 略歴
- 1979年 - 岡崎高校コーラス部OB合唱団を結成。
- 1999年 - 団名を「岡崎混声合唱団」に改称。
- 2005年 - 愛知県芸術文化選奨・文化賞【団体】受賞[1]。第58回全日本合唱コンクール一般部門Bグループにて金賞を受賞[2]。
- 2006年 - 第59回全日本合唱コンクール一般部門Bグループにて金賞・文部科学大臣賞・カワイ奨励賞を受賞し、全国一位となる[3]。
- 2008年 - 第61回全日本合唱コンクール一般部門Bグループにて金賞・日本放送協会賞を受賞[4]。
- 2010年 - 第63回全日本合唱コンクール一般部門Bグループにて金賞を受賞[5]。
- 2012年 - 第65回全日本合唱コンクール一般部門Bグループにて金賞・日本放送協会賞を受賞[6]。

## 委嘱曲集
- 平田聖子 - 無伴奏混声合唱組曲「星の美しい村【付・水のこころ】」（2000年）ISBN 978-4-7609-5392-9
- 三善晃 - 「やわらかいいのち」三編による混声合唱とピアノのための 「やわらかいいのち三章」（2006年）ISBN 978-4-7609-1243-8
- 信長貴富  - 「廃墟から ～無伴奏混声合唱のために～」（2007年）ISBN 978-4-2765-4482-6
- 千原英喜 - 混声合唱のための「活火山群」（未出版）

## ディスコグラフィー
- 響け 心のハーモニー【2枚組】/岡崎高校コーラス・岡崎混声合唱団（ブレーンミュージック、OSBR-28030）
- 岡崎混声合唱団・岡崎高校コーラス部 第30回定期演奏会（ジョバンニレコード、GVCS 30903/4）
- くちびるに歌を 信長貴富 混声合唱作品集III（ジョバンニレコード、GVCS 10901）